# Hermann Braune

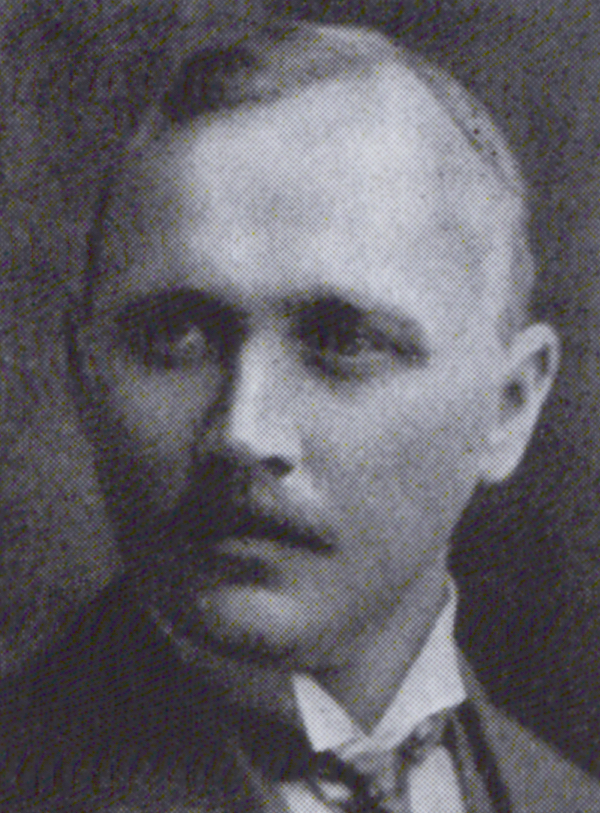
Hermann Braune, um 1931

Hermann Braune (* 2. Dezember 1886 in Gießen; † 18. Februar 1977 in Laatzen bei Hannover) war ein deutscher Chemiker. 

## Leben
Hermann Braune, Sohn des Philologen Wilhelm Braune sowie dessen Ehefrau Sophie Elisabeth Luise geborene Lange, wandte sich nach dem Abitur dem Studium der Chemie an der Christian-Albrechts-Universität zu Kiel sowie an der Ruprecht-Karls-Universität Heidelberg zu, dort erfolgte 1911 seine Promotion zum Dr. phil. nat. bei Theodor Curtius mit dem Thema Einfluss des Wassers auf Diazoessigesterkatalyse und Ionenspaltung in äthylalkoholischer Lösung Hermann Braune trat im unmittelbaren Anschluss eine Stelle als Wissenschaftlicher Assistent an der Eidgenössischen Technischen Hochschule Zürich an, 1913 wechselte er in selber Funktion an das Elektrochemische Institut der TH Hannover. Nachdem Hermann Braune von 1915 bis 1919 den Militärdienst abgeleistet hatte, habilitierte er sich als Privatdozent für das Fach Physikalische Chemie an der TH Hannover, 1923 wurde er zum Verwalter der ordentlichen Professur für physikalische Chemie und Elektrochemie bestellt, 1924 wurde er zum außerordentlichen Professor, 1927 zum ordentlichen Professor und Vorstand des Elektrochemischen Instituts, später umbenannt in Institut für Physikalische Chemie, befördert. Im November 1933 unterzeichnete er das Bekenntnis der deutschen Professoren zu Adolf Hitler. 1955 wurde er emeritiert.
Hermann Braune, Mitglied der Deutschen Bunsen-Gesellschaft, verstarb im Februar 1977 90-jährig in Laatzen.

## Publikation
- Einfluss des Wassers auf Diazoessigesterkatalyse und Ionenspaltung in äthylalkoholischer Lösung, Heidelberg, 1911